# جهاز بطيني

رسم ثلاثي الأبعاد يوضح شكل وموقع الجهاز البطيني بالمخ (باللون الأزرق) ومن حوله نسيج المخ (بالبني الباهت)

الجهاز البطيني (بالإنجليزية: Ventricular system)‏ هو مجموعة مكونة من أربعة بطينات (حجرات أو تجاويف صغيرة)  وهي البطين الجانبي الأيسر والبطين الجانبي الأيمن والبطين الثالث والبطين الرابع، كلها تقع داخل الجمجمة ضمن مكونات المخ البشري وتحتوي على السائل الدماغي الشوكي.
تتصل البطينات الأربعة ببعضها وبالقناة المركزية الموجودة في منتصف الحبل الشوكي ويتم بداخل البطينات الأربعة تكوين وامتصاص وتحرك السائل الدماغي الشوكي بشكل مستمر. وتُغلف البطينات الأربعة والقناة المركزية من الداخل بنوع مميز من الخلايا يسمى البطانة العصبية.

## الوظيفة

أشعة رنين مغناطيسي على المخ تُظهر تحرك السائل الدماغي الشوكي داخل الجهاز البطيني في منتصف نسيج المخ تقريبًا

تقوم خلايا البطانة العصبية المغلفة للبطينات الأربعة من الداخل بتكوين السائل الدماغي الشوكي وإعادة امتصاصه للحفاظ عليه ضمن حجم ثابت لا يتغير إلا في الحالات المرضية، ويتحرك السائل من بطين إلى آخر ومن الجهاز البطيني إلى القناة المركزية الموجودة في منتصف الحبل الشوكي خلال فتحات صغيرة قابلة للانسداد لبعض الأسباب المرضية أو العيوب الخِلقية. وهذا السائل ضروري لتحقيق الاستقرار الكيميائي، وتوفير العناصر الغذائية التي يحتاجها المخ. فهو يساعد على حماية المخ من الصدمات والضربات في الرأس، وأيضا يوفر الطفو والدعم للمخ ضد الجاذبية. وهذا يسمح للمخ أن ينمو في الحجم والوزن دون أن تـُثقِله الجاذبية الأرضية فيلتصق بقاع الجمجمة، والذي من شأنه أن يدمر النسيج العصبي للمخ.

## البنية
يتكون الجهاز البطيني من أربعة بطينات:
- البطينان الجانبيان الأيمن والأيسر (بطين واحد في كل نصف كرة مخية)
- البطين الثالث
- البطين الرابع

يوجد العديد من الثقوب، وهي فتحات تعمل كقنوات تربط البطينات مع بعضها البعض. تربط الثقبة بين البطينين (وتسمى أيضًا ثقبة مونرو) البطينين الجانبيين بالبطين الثالث، ويتدفق السائل النخاعي عبرها.

### البطينات
تسمى التجاويف الأربعة للدماغ البشري البطينات. أكبر بطينَين هما البطينين الجانبيين في المخ. يقع البطين الثالث في الدماغ البيني بين المهاد الأيمن والأيسر، والبطين الرابع في الجزء الخلفي من الجسر والنصف العلوي من البصلة السيسائية (النخاع المستطيل). تُنتج البطينات السائل النخاعي وينتقل عبرها.

## الأهمية السريرية
قد يلي تضيق المسال المخي والثقوب بين البطينات انسدادها، مثل انسدادها بالدم بعد السكتة الدماغية النزفية. نظرًا لأن الضفيرة المشيمية داخل البطينات هي التي تفرز السائل النخاعي باستمرار، سيؤدي انسداد الطريق بين البطينات إلى ارتفاع ضغط متزايد في البطينين الجانبيين. وسينتج عن ذلك استسقاء الرأس. من الناحية الطبية، يُسمى ذلك استسقاء الرأس المكتسب بعد النزف، ولكن غالبًا ما يشار إليه بالعامية من قبل الشخص العادي باسم «ماء داخل الدماغ». تعتبر هذه الحالة خطيرة للغاية بغض النظر عن سبب الانسداد. الإجراء الجراحي الأساسي لعلاج الحالة هو فغر البطين الثالث بالمنظار، يفتح من خلالها الجراح ثقبة في أرضية البطين الثالث باستخدام منظار داخلي يوضع داخل الجهاز البطيني. يسمح ذلك للسائل الدماغي الشوكي بالتدفق مباشرة إلى الصهاريج القاعدية، وبالتالي تجاوز أي عائق. يُطلق على الإجراء الجراحي الذي يُحدث ثقبة للوصول إلى أي من البطينات اسم فغر البطين. تُجرى هذه العملية بهدف تصريف السائل النخاعي المتراكم إما من خلال قثطرة مؤقتة أو تحويلة دائمة.
تشمل الأمراض الأخرى للجهاز البطيني التهاب الأغشية (التهاب السحايا) أو البطينات (التهاب البطين) الناجم عن العدوى أو دخول الدم بعد الصدمة أو النزيف (نزيف دماغي أو نزيف تحت العنكبوتية).
قد تتشكل أكياس الضفيرة المشيمية أثناء التطور الجنيني للضفيرة المشيمية في البطينات.
أضافت الدراسات العلمية للأشعة المقطعية التي أجريت على البطينات في أواخر السبعينيات نظرة جديدة للاضطرابات النفسية. وجد الباحثون أن الأفراد المصابين بالفصام لديهم (بمصطلح متوسطات المجموعة) بطينات أكبر من المعتاد. أصبح هذا أول «دليل» على أن سبب الفصام بيولوجيًا في الأصل وأدى إلى تجديد الاهتمام بدراسته من خلال استخدام تقنيات التصوير. حل التصوير بالرنين المغناطيسي (MRI) محل استخدام التصوير المقطعي المحوسب في البحث في دور اكتشاف التشوهات البطينية في الأمراض النفسية.
لم يُحدد ما إذا كان تضخم البطينات سبب أم نتيجة لمرض انفصام الشخصية. لوحظ وجود تضخم البطينات أيضًا في الخرف العضوي، وفُسر بارتباطه بعوامل بيئية. ولوحظ انتشاره بشكل مختلف بين الأفراد، فقد وُصف الاختلاف بالنسبة المئوية بين متوسطات المجموعة في دراسات الفصام (الذي شكل أكثر من 16%) بأنه: «لا يشكل فرقًا عميقًا جدًا في سياق الاختلاف الطبيعي» (الذي يتراوح بين 25% حتى 350% من المتوسط الحسابي).
ربط البعض حالة كهف الحاجز الشفاف، واضطراب ما بعد الصدمة، وإصابات الدماغ الرضية، بالإضافة إلى اضطراب الشخصية المعادية للمجتمع بالفصام. وتُعد حالة كهف الحاجز الشفاف إحدى السمات المميزة للأفراد الذين تظهر عليهم أعراض الخرف الناتج عن الاعتلال الدماغي الرضحي المزمن.

## معرض صور

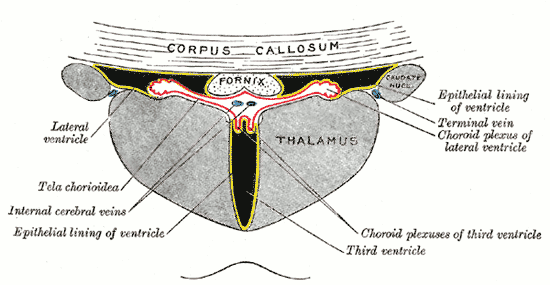
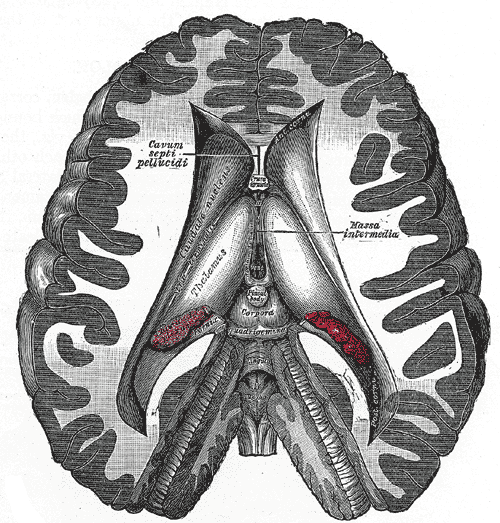
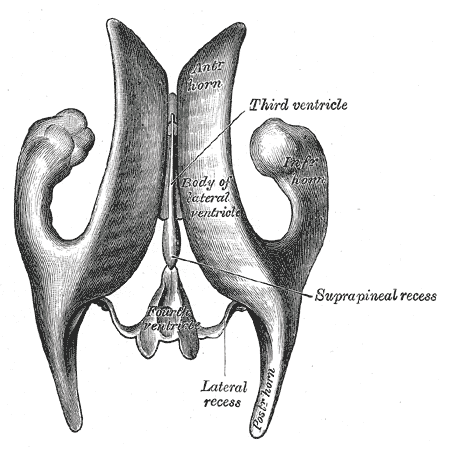
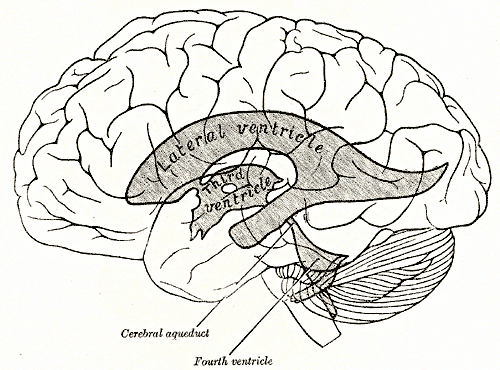
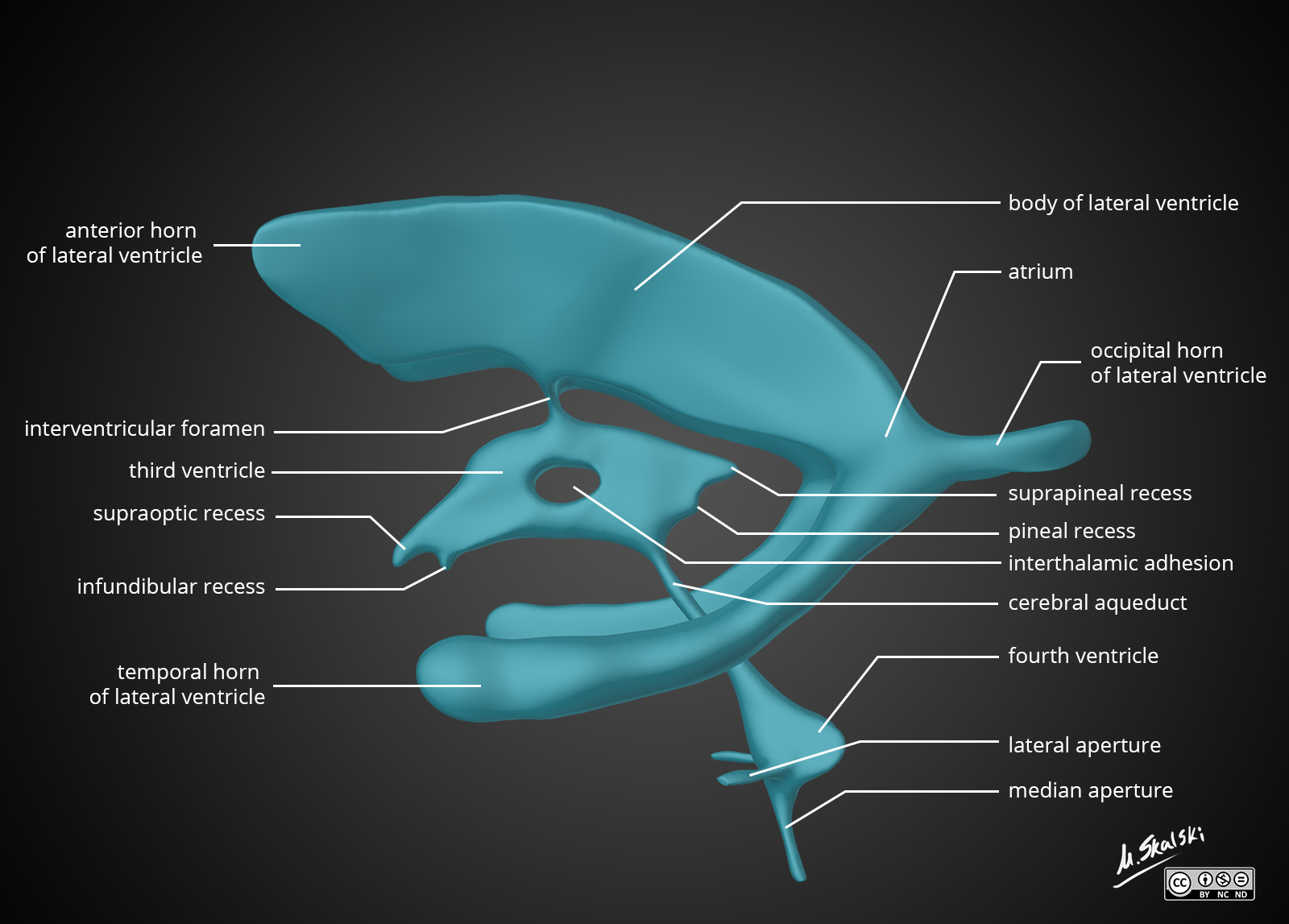